# 라몽-라몽 장
라몽-라몽 장(Ramond-Ramond場, 영어: Ramond–Ramond field)이란 10차원 {\displaystyle {\mathcal {N}}=2} 초중력과 Ⅱ종 초끈 이론에 등장하는 미분 형식 장이다.

## 정의
각 {\displaystyle 0\leq p\leq 4}에 대하여, p-형식의 라몽-라몽 장을 생각할 수 있다. 대개 기호를 {\displaystyle C_{p}}로 쓴다. 이에 해당하는 장력 (field strength)은
{\displaystyle \mathrm {d} C_{p}=G_{p+1}}
로 쓴다.ⅡA종 초중력의 경우, 홀수 {\displaystyle p} (즉 {\displaystyle p=1,3})만이 존재하며, ⅡB종 초중력에서는 짝수 {\displaystyle p=0,2,4}만이 존재한다. ({\displaystyle p=4}인 경우, {\displaystyle C_{4}}는 {\displaystyle \mathrm {d} C_{5}=\star \mathrm {d} C_{5}} 조건을 따른다.) 이 경우, 쌍대화를 통하여 모든 홀수 (또는 짝수) 차수의 라몽-라몽 장
{\displaystyle \mathrm {d} C_{10-p}=\star \mathrm {d} C_{p}}
을 정의할 수 있다.
ⅡB 초끈 이론에서, 스칼라 라몽-라몽 장 {\displaystyle C_{0}}은 흔히 액시온이라고 불린다.

## 성질

### 장방정식
라몽-라몽 장은 미분 형식 전기역학을 따른다. 
라몽-라몽 장은 비안키 항등식을 따른다.
{\displaystyle 0=d^{2}C_{p}=dG_{p+1}.}
또한 운동방정식은 다음과 같다.
{\displaystyle 0=d*G_{p+1}}
일반적으로, 작용에 추가로 천-사이먼스 항이 더해질 수 있다. 이는 그린-슈워츠 메커니즘에 핵심적인 역할을 한다.

### 대전된 물체
10차원 {\displaystyle {\mathcal {N}}=2} 초중력에서, 라몽-라몽 장에 대하여 대전된 검은 막을 구성할 수 있다. 이 경우, {\displaystyle C_{p}}에 대하여 대전된 검은 막은 초끈 이론에서 D{\displaystyle (p-1)}-막에 해당한다.

## 역사와 어원
‘라몽-라몽 장’이라는 이름은 이러한 장들이 초끈 이론의 RNS 구성에서, 왼쪽 모드와 오른쪽 모드 둘 다 라몽 경계 조건(영어: Ramond boundary condition)을 따르는 상태에서 유래하기 때문이다. (반면, 중력장 · 캘브-라몽 장 · 딜라톤은 양쪽 모드가 느뵈-슈워츠 경계 조건 영어: Neveu–Schwarz boundary condition을 따르는 상태에서 유래하므로, 느뵈-슈워츠-느뵈-슈워츠 장이라고 불린다. 시공간의 페르미온 장은 한쪽은 라몽, 다른 한 쪽은 느뵈-슈워츠인 상태에서 유래한다.) 라몽 경계 조건의 이름은 피에르 라몽(프랑스어: Pierre Ramond)의 이름을 딴 것이다.

## 같이 보기
- 캘브-라몽 장